# Aline (football, 1989)

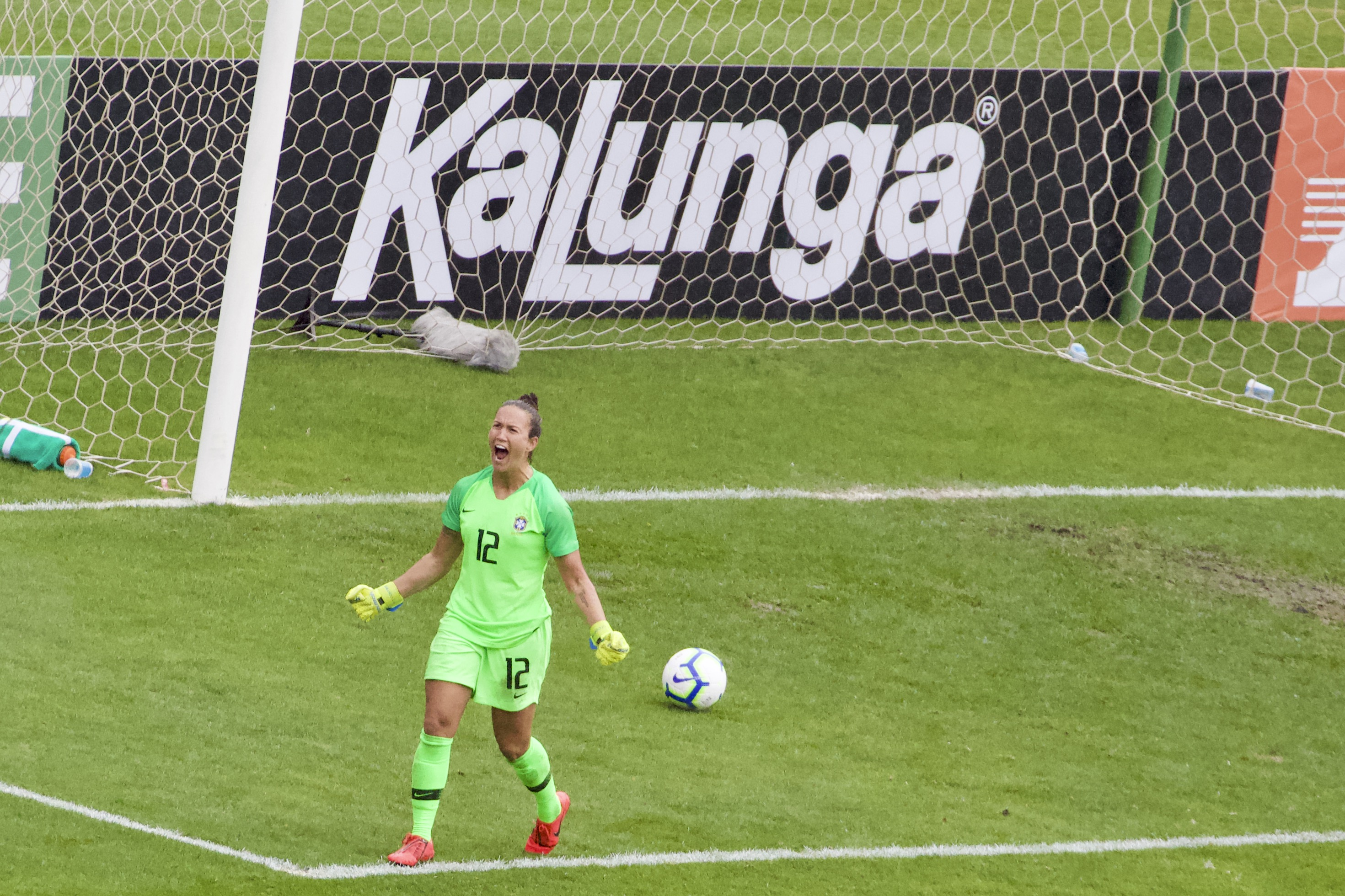
Aline Villares Reis au tournoi international de Sao Paulo 2019.

Aline Villares Reis, plus communément appelée Aline, (née à Campinas, 15 avril 1989) est une footballeuse internationale brésilienne. Elle joue au poste de gardienne de but à Al-Hilal,.

## Carrière

### Rio 2016
Aline fait partie de l'équipe brésilienne de football féminin dans les jeux Olympiques de 2016, étant réserve de la gardienne de but Barbara.